# Бирбал
Бирба́л (перс. بیربال‎; 1528[…], Сидхи, Мадхья-Прадеш — 1586[…], Сват) — великий визирь при дворе могольского императора Акбара. Был одним из девяти членов совета «наваратны», состоявшего из самых приближённых советников императора.
Бирбал выполнял военные и административные обязанности, и в то же самое время был очень близким другом Акбара, который очень ценил его мудрость и остроумие. Различные притчи и анекдоты о Бирбале и Акбаре являются неотъемлемой частью богатой индийской традиции фольклора и преданий.
Бирбал, при рождении Махеш Дас (хинди महेश दास), родился в 1528 году в деревне Гхогхара в районе Сидхи (ныне штат Мадхья-Прадеш), в образованной, но бедной семье брахманов. Позднее он получил известность как поэт и писатель, чья мудрость и остроумие побудили императора Акбара пригласить его в качестве советника при дворе. Акбар дал ему новое имя Бирбал и пожаловал ему титул «раджа».
Бирбал погиб в битве при Маландари в Северо-Западной Индии, при попытке подавить восстание афганских племён. Говорится, что Акбар в течение долгого времени оплакивал его смерть, которая, по всей видимости, произошла в результате предательства, а не военного поражения.